# Bauloch
Bauloch (oberfränkisch: Bau-luch) ist ein Gemeindeteil des Marktes Thurnau im Landkreis Kulmbach (Oberfranken, Bayern). Bauloch liegt in der Gemarkung Hutschdorf.

## Geographie
Die Einöde liegt am Fuß des Eichbergs (377 m ü. NHN, 0,8 km südlich) am Friesenbach, der rund einen Kilometer weiter östlich in den Roten Main mündet. Ein Anliegerweg führt zu einer Gemeindeverbindungsstraße (0,2 km östlich), die nach Partenfeld zur Kreisstraße KU 5 (0,2 km nördlich) bzw. nach Rottlersreuth verläuft (0,7 km südlich).

## Geschichte
Der Ort wurde 1695 als „Bauloch“ erstmals urkundlich erwähnt. Der Ortsname bebaute (= bewirtschaftete) Lohe.
Gegen Ende des 18. Jahrhunderts bestand Bauloch aus zwei Anwesen (1 Gütlein, 1 Söldengütlein). Das Hochgericht übte das bayreuthische Stadtvogteiamt Kulmbach aus. Die Grundherrschaft über die beiden Anwesen hatte das Kastenamt Kulmbach.
Von 1797 bis 1810 unterstand der Ort dem Justiz- und Kammeramt Kulmbach. Mit dem Gemeindeedikt wurde Bauloch 1811 dem Steuerdistrikt Hutschdorf und 1812 der Ruralgemeinde Hutschdorf zugewiesen. Am 1. Januar 1972 wurde Bauloch im Zuge der Gebietsreform in Bayern in den Markt Thurnau eingegliedert.

## Einwohnerentwicklung
| Jahr      | 001818 | 001861 | 001871 | 001885 | 001900 | 001925 | 001950 | 001961 | 001970 | 001987 |
| Einwohner | 5      | 4      | 3      | 5      | 8      | 6      | 6      | 7      | 10     | 4      |
| Häuser    | 1      |        |        | 1      | 2      | 1      | 1      | 2      |        | 1      |
| Quelle    | [ 8 ]  | [ 11 ] | [ 12 ] | [ 13 ] | [ 14 ] | [ 15 ] | [ 16 ] | [ 17 ] | [ 18 ] | [ 1 ]  |

## Religion
Bauloch ist evangelisch-lutherisch geprägt und nach St. Johannes der Täufer (Hutschdorf) gepfarrt.